# Marta López Herrero
Marta López Herrero (Màlaga, Andalusia, 4 de febrer de 1990) (26 anys), és una jugadora espanyola de handbol. Ocupa la demarcació d'extrem dret.
Va començar la seva carrera el 2008 amb el Club Handbol Alcobendas, on va romandre un total de 4 anys. Per a la temporada 2012/13 va fitxar pel CJF Fleury de la Lliga francesa d'handbol. En les seves quatre campanyes completes allí, va ser nomenada en dues d'elles millor extrema dreta de la competició, a més de guanyar una Copa de França, dues Copes de la Lliga i una Lliga. L'estiu de 2016, torna a Espanya, fitxant pel Handbol Bera Bera. L'any següent va fitxar pel SCM Râmnicu Vâlcea.
És internacional absoluta amb la selecció espanyola d'handbol, amb la qual va aconseguir la històrica medalla de bronze als Jocs Olímpics de Londres 2012, una medalla de plata al campionat europeu d'Hongria i Croàcia de 2014 i una altra de bronze al Campionat del món de 2019 al Japó.

## Trajectòria

### BM Alcobendas
Es va formar en el conjunt madrileny del Club Handbol Alcobendas, donant el seu primers passos l'any 2008. Allí va romandre un total de quatre temporades, on no va guanyar cap títol ni va jugar cap torneig internacional, però que la va portar a la fama mundial i a ser convocada per primera vegada amb la selecció espanyola el 2009. A més va ser insubstituïble en les seves quatre temporades en l'extrem dret, sent una de les ídolas de l'afició i sempre va estar compromesa amb l'equip fins a la seva marxa. Va jugar més de 100 partits amb el club alcobendeño, en els quals va superar la xifra de 400 punts, sent la segona màxima golejadora de la competició en la temporada 2011/12 després de Lara González Ortega amb 208 punts.

### CJF Fleury
Després d'aconseguir la medalla de bronze en els Jocs, va emprendre una nova aventura a l'handbol francès, fitxant pel CJF Fleury Loiret Handball, de les també espanyoles Marta Mangué, Beatriz Fernández Ibáñez i Nely Carla Alberto. En la seva primera temporada, es va ensenyorir de l'extrem dret del conjunt francès, tenint destacades actuacions i arribant fins a les semifinals de la Copa Francesa, on van ser eliminades pel Handball Cercle Nimes per 34-24. i obtenint el subcampionat de Lliga, tan sols superades pel potent Metz Handball de la seva companya Lara González. A més, per arrodonir una enorme campanya, va ser nomenada millor extrema dreta de la Lliga en acabar la competició.
La següent temporada, de nou amb el CJF Fleury, suposa el debut de Marta en la Champions League, encara que van caure en l'últim partit de la classificació davant el conjunt macedoni del ŽRK Vardar i no van poder estar en la lligueta de grups. A més aquesta temporada resulta encara més positiva que la primera, ja que el club guanya la Copa de França després de guanyar per 20-18 al Issy Paris Handball, i és finalista en la Copa de la Lliga, perdent davant el Metz Handball per 25-20. No obstant això, aquest any l'equip acaba cambra en lliga no podent classificar-se per la Champions League. Per segon any consecutiu, va ser nomenada millor extrema dreta de la competició.
La temporada 2014/15, és ja una de les referents dins i fora del Fleury i a més ja ha superat amb folgança la xifra de 100 gols. A més aquest any s'incorpora una altra internacional espanyola a l'equip, Alexandrina Barbosa. En el col·lectiu, l'equip fa una històrica temporada en guanyar la Copa de la Lliga femenina al Union Mios Biganos-Bègles Handball per 32-31, arribar a la final de la Recopa, perdent la seva primera final europea davant l'equip danès FC Midtjylland Handball (va perdre 24-19 després de guanyar el partit d'anada a casa 23-22) i posant el fermall final a una excel·lent temporada guanyant la seva primera Lliga femenina després de vèncer a doble partit al Issy Paris Handball per 22-21 i 31-24, després d'haver estat també les millors en la lliga regular. En el plànol individual, malgrat superar la centena de gols, López va estar lesionada la primera meitat del Campionat després de ser operada, encara que va poder reaparèixer per tirar una mà a les seves companyes, encara que no disputés cap minut en la final de la Lliga.
Per a la temporada 2015/16, fa el seu debut en la lligueta de grups de la Champions League. No obstant això, aquesta temporada va ser la més escassa tant a nivell col·lectiu com a individual. L'equip soló va guanyar un títol, la Copa de Lliga per segon any consecutiu al OGC Niça Handball per 25-20. En la lliga, van ser batudes en la final a doble partit pel Metz Handball caient en tots dos per 24-25 i 27-29. I en la Champions, van passar la primera fase, però van ser eliminades en la main round. Marta va tancar d'aquesta forma un cicle històric de quatre anys a França amb sengles nombres de títols.

### Bera Bera
El juliol de 2016, Marta López torna a Espanya, en signar amb l'actual campió de la Lliga ABF, el Handbol Bera Bera.Plantilla:Cr

## Internacional

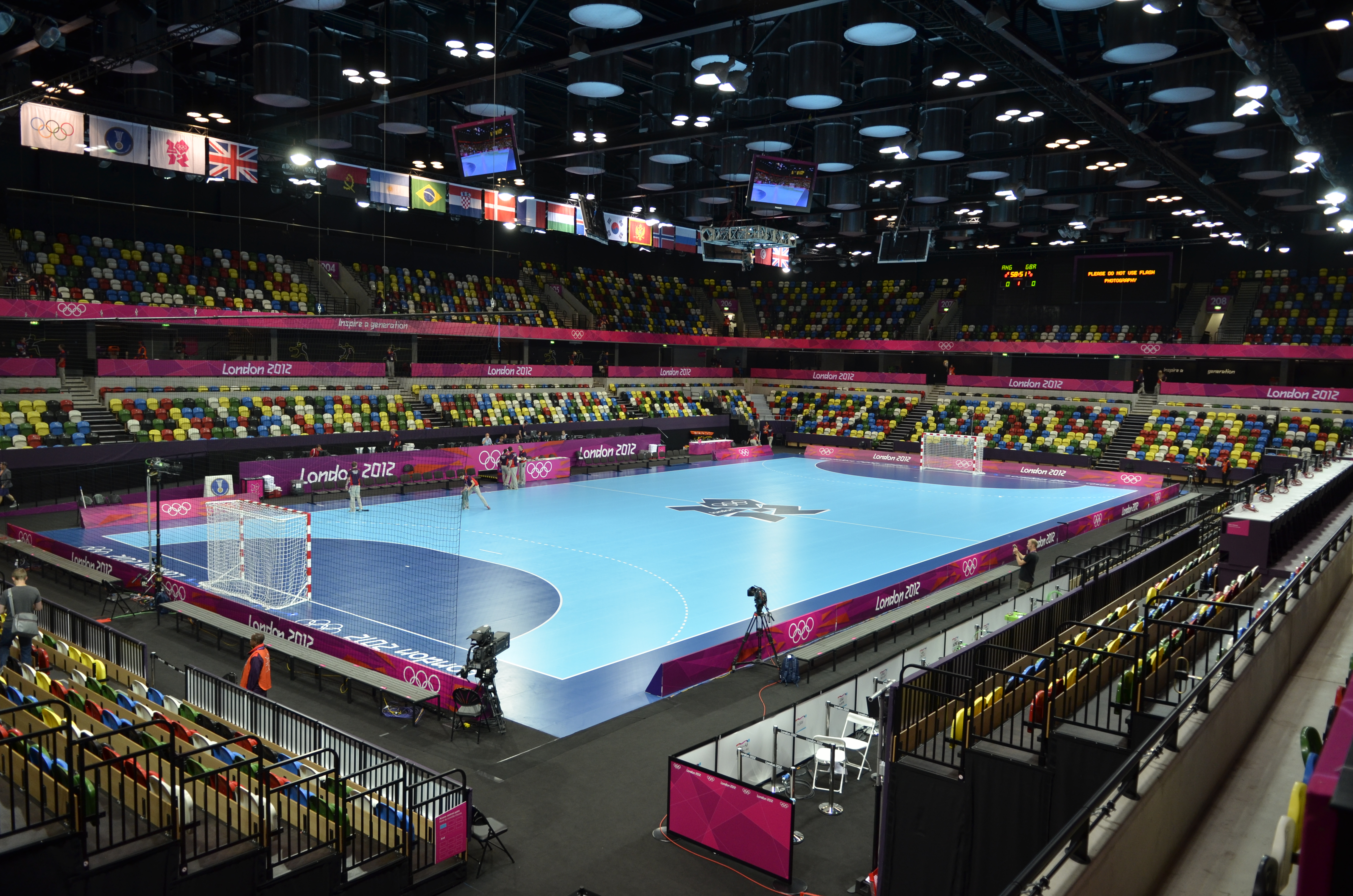
Copper Box, seu de la fase de grups dels Jocs Olímpics de Londres 2012.

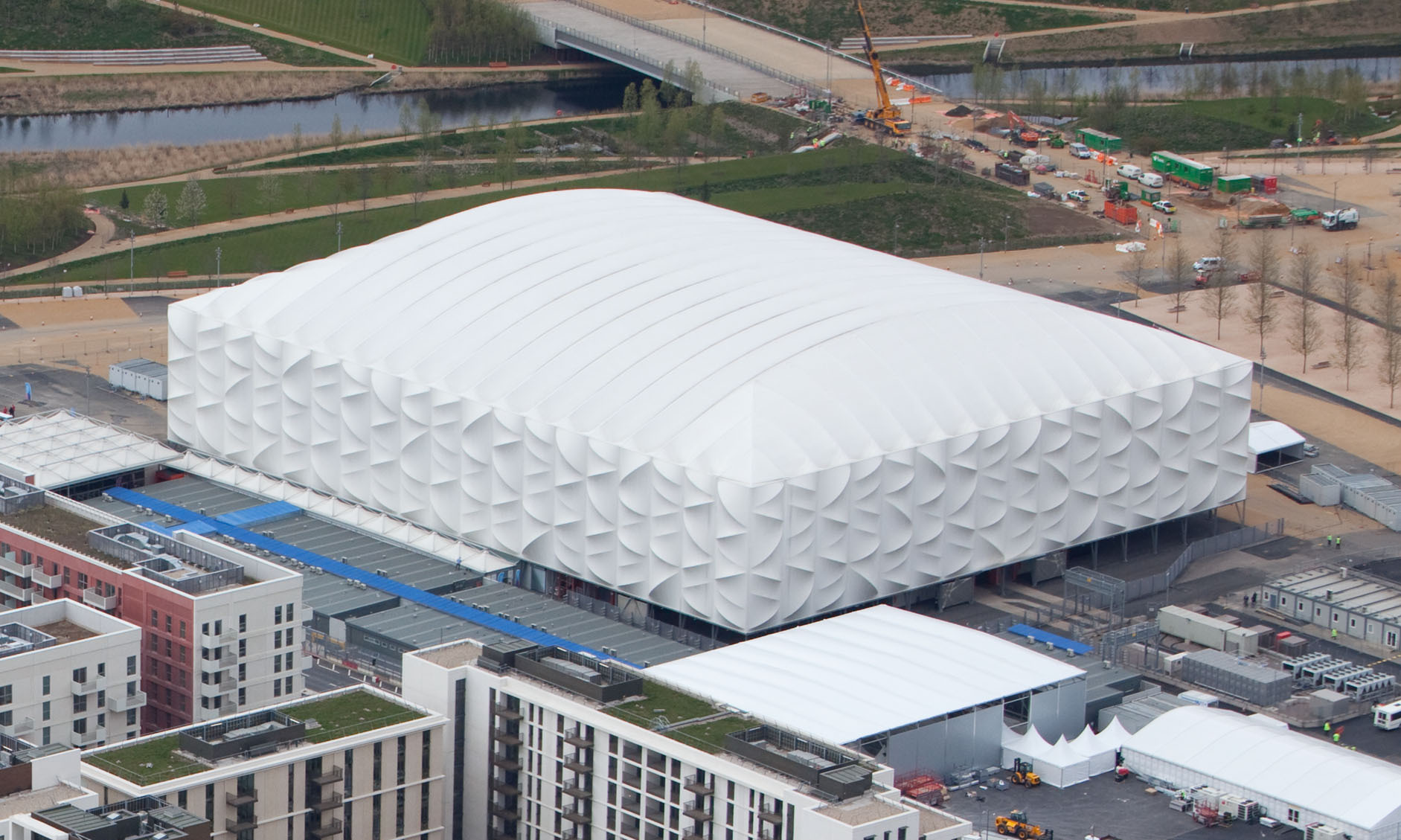
Basketball Arena, seu de les semifinals i finals.

En 2009, amb tan sols 19 anys, va participar en el Campionat Mundial Femení d'Handbol de 2009 disputat a la Xina. En la primera fase van ser primeres de grup vencent totes les seves trobades. En la següent ronda van empatar davant Hongria, van guanyar a Romania i van ser derrotades per Noruega. Van passar com a segones de grup després de Noruega, i es van enfrontar en les semifinals davant França que les va vèncer per 27-23. En la lluita pel bronze es van tornar a enfrontar a Noruega i van ser derrotades per 26-31.
Va aconseguir la medalla de bronze en els Jocs Olímpics de Londres 2012, després de substituir a Carmen Martín, que va caure lesionada en un partit de la fase de grups.
A la fi de 2012, malgrat estar convocada pel Campionat Europeu d'Handbol Femení de 2012 amb la selecció espanyola es va lesionar setmanes abans i va haver de ser substituïda per Jessica Alonso.
Va jugar amb la selecció espanyola, en el mes de desembre, el Campionat Mundial d'Handbol Femení de 2013 en Sèrbia on a causa de la nova lesió de l'altra extrem dreta, Carmen Martín, va jugar tots els partits del Campionat, sent la jugadora amb més minuts del combinant de Jorge Propietàries, anotant un total de 19 gols (solament superada per Alexandrina Barbosa), amb un 70% d'efectivitat de cara a porteria, i aconseguint anotar el seu gol número cent amb Espanya, encara que van ser eliminades en vuitens de final davant Hongria (que ja els havia guanyat en l'Europeu passat) per 28-21, quedant finalment en un discret desè lloc. Aquest Campionat, va suposar l'explosió definitiva de Marta López amb la selecció, sent una de les principals jugadores, a causa de la seva joventut, de cara a la renovació del combinat espanyol.
En 2014, és de nou convocada per jugar el Campionat Europeu d'Handbol Femení de 2014 a Hongria i Croàcia, sent així est el seu primer campionat d'Europa. Van superar la primera fase amb ple de victòries i punts després de vèncer a Polònia, Rússia i Hongria. No obstant això en la Maind Round van perdre les seves dos primers partits davant Noruega i Romania. Finalment en el decisiu i últim partit, van aconseguir una impressionant victòria davant Dinamarca per 29-22 per passar per segona vegada en la seva història a unes semifinals d'un Europeu. En les semifinals es van venjar de la seva derrota davant Montenegro en els JJOO guanyant per un vibrant 19-18, passant a la seva segona final d'un Europeu. En la final es van tornar a creuar contra Noruega perdent per 28-25 i acabant finalment amb una gran medalla de plata. En el plànol individual Marta no va tenir tanta participació en el campionat com en l'últim Mundial, a causa del gran estat de l'altra extrem dret Carmen Martín. Va jugar tots els partits del mateix, i va anotar tan sols 5 gols.
De nou, el 2015 és cridada per disputar el Campionat Mundial d'Handbol Femení de 2015 a Dinamarca. En la fase de grups, comencen guanyant a Kazakhstan, encara que després perden 28-26 davant la potent Rússia. Malgrat aquesta derrota, es refan, i després aconsegueixen guanyar còmodament a Romania per 26-18 i golejar a la feble Puerto Rico per 39-13. Finalment, en l'últim partit de la lligueta de grups cauen davant Noruega per 26-29, acabant terceres de grup i tenint un complicat encreuament en vuitens de final davant França. Durant la fase de grups, va ser la màxima golejadora en el partit davant Puerto Rico amb 8 gols i la segona davant Kazakhstan (5). Finalment, en vuitens van ser eliminades per les franceses després d'un penal molt dubtós amb el temps complert (22-21). No obstant això, l'arbitratge va ser molt qüestionat per diverses exclusions dubtoses per a les espanyoles, i per una vermella directa també molt dubtosa a Carmen Martín. Davant aquesta situació, les guerreres van ser eliminades en vuitens (igual que l'últim Mundial), sent dotzenes. En l'aspecte individual, López va tenir una destacada actuació i una bona participació, jugant 5 partits (va descansar davant Romania) i anotant 15 gols.

### Participacions en Jocs Olímpics
| Olimpíada                     | Seu        | Resultat | Partits | Gols |
| ----------------------------- | ---------- | -------- | ------- | ---- |
| Jocs Olímpics de Londres 2012 | Regne Unit | Bronze   | 3       | 0    |

### Participacions en Copes del Món
| Mundial                                    | Seu    | Resultat   | Partits | Gols |
| ------------------------------------------ | ------ | ---------- | ------- | ---- |
| Campionat Mundial Femení d'Handbol de 2009 | Xina   | Quart lloc |         |      |
| Campionat Mundial Femení d'Handbol de 2013 | Sèrbia | Desè lloc  | 6       | 19   |
| Campionat Mundial d'Handbol Femení de 2015 | Sèrbia | Dotzè lloc | 5       | 15   |

### Participacions en Campionats d'Europa
| Europeu                                    | Seu               | Resultat    | Partits | Gols |
| ------------------------------------------ | ----------------- | ----------- | ------- | ---- |
| Campionat Europeu d'Handbol Femení de 2014 | Hongria i Croàcia | Subcampiona | 8       | 5    |
| Campionat Europeu d'Handbol Femení de 2016 | Suècia            | Onzè lloc   | 6       | 7    |

## Palmarès

### Clubs
- Sub-campiona de la Lliga francesa femenina el 2013 amb el CJF Fleury.
- Guanyadora de la Copa de França femenina el 2014 amb el CJF Fleury.
- Sub-campiona de la Copa de la Lliga de França femenina el 2014 amb el CJF Fleury.
- Campiona de la Copa de la Lliga femenina el 2015 amb el CJF Fleury.
- Sub-campiona de la Recopa d'Europa femenina el 2015 amb el CJF Fleury.
- Campiona de la Lliga francesa femenina el 2015 amb el CJF Fleury.

### Selecció espanyola
- Medalla de bronze en els Jocs Olímpics de Londres 2012.
- Medalla de plata en el Europeu Hongria 2014.